# Ковшарь, Анатолий Фёдорович
Анатолий Фёдорович Ковшарь (род. 17 марта 1937, Полтава) — советский и казахстанский орнитолог, специалист в области охраны природы. Доктор биологических наук, профессор.

## Биография и научная деятельность
Родился в семье служащего. Студентом участвует в экспедициях в горный Крым и на Западный Кавказ. В 1959 году с отличием окончил биологический факультет Харьковского университета и поступает на работу в заповедник Аксу-Джабаглы, где работает до 1966 года, итогом становятся кандидатская диссертация, выполненная под руководством профессора И. А. Долгушина (1967) и монография "Птицы Таласского Алатау".
С 1967 года сотрудник Института зоологии Казахстана. Совместно с Э. И. Гавриловым разрабатывает методики учёта мигрирующих птиц в горных районах, впервые в мире обнаружил кладки краснокрылого чечевичника и красного вьюрка. Ответственный редактор двух из пяти томов коллективной монографии "Птицы Казахстана" (1967—1974), за что вместе с соавторами удостоен Государственной премии Казахстана за 1978 год. В 1980 защитил докторскую диссертацию на тему "Репродуктивные циклы птиц в субвысокогорье Тянь-Шаня", в которой при помощи цветного индивидуального мечения птиц доказал наличие феномена полициклического размножения в суровых климатических условиях субвысокогорья, включая наложение во времени соседних фаз репродуктивного цикла, а также подтвердил гипсоморфный эффект в размножении насекомоядных воробьиных птиц в горах.
Основные направления исследований А. Ф. Ковшаря — экология птиц Центральной Азии, в частности, журавля-красавки, серпоклюва, саксаульной сойки, и фаунистика. В дальнейшем также активно занимается вопросами природоохранной деятельности и заповедного дела, популяризаторством орнитологии, главный редактор Красной книги Казахстана, учредитель и главный редактор зоологического журнала "Selevinia" и Орнитологического вестника Казахстана и Средней Азии. В 1980—1995 заведующий лабораторией охраны диких животных, в 1995—2007 — лабораторией орнитологии Института зоологии МОН РК. В 1976—1992 также читает спецкурс орнитологии на кафедре зоологии Казахского государственного университета, руководитель нескольких диссертаций, профессор (1993). Участник ряда орнитологических экспедиций в Тянь-Шань, Тарбагатай, Джунгарский Алатау, на Южный Алтай, Зайсан, Алаколь, Балхаш, Бетпак-Далу, Устюрт и Мангышлак. Принимал участие во Всесоюзных орнитологических конференциях и Международных орнитологических конгрессах. Автор ряда монографий и более 400 научных и научно-популярных работ.

## Основные публикации

### Научные
Ковшарь А.Ф. Птицы Таласского Алатау. Алма-Ата, 1966. 437 с.
Ковшарь А.Ф. Очерки в сводке "Птицы Казахстана" (тт. 3, 4, 5; 1970, 1972, 1974).
Ковшарь А.Ф. Индивидуальное цветное мечение как перспективный метод изучения биологии птиц // Миграции птиц в Азии. Алма-Ата, 1976. С. 227-232.
Ковшарь А.Ф. Полицикличность размножения певчих птиц в условиях субвысокогорья Тянь-Шаня // Зоол. журнал, 1977, № 7. С. 1071-1076.
Ковшарь А.Ф. Певчие птицы в субвысокогорье Тянь-Шаня (очерки летней жизни фоновых видов). Алма-Ата, 1979, 194 с.
Ковшарь А.Ф. О биологии серпоклюва (Ibidorhyncha struthersii Vig.) // Бюлл. МОИП, Отд. биол., 1980. Вып. 5. С. 25-33.
Ковшарь А.Ф. Особенности размножения птиц в субвысокогорье (на материале Passeriformes в Тянь-Шане). Алма-Ата, 1981. 259 с.
Ковшарь А.Ф., Левин A.C. Каталог оологической коллекции Института зоологии АН КазССР. Алма-Ата, 1982. 103 с.
Ковшарь А.Ф. Журавли (серый и красавка) в Казахстане и Средней Азии // Журавли в СССР. Л., 1982. С. 111-131.
Ковшарь А.Ф., Кузьмина М. А. Каталог орнитологической коллекции института зоологии Академии наук Казахской ССР. Алма-Ата, 1984. 82 с.
Ковшарь А.Ф., Губин Б.М. Влияние антропогенных факторов на фауну наземных позвоночных. Птицы // Редкие животные пустынь. Алма-Ата, 1990. С. 34-47.
Ковшарь А.Ф., Чаликова Е.С. Многолетние изменения фауны и населения птиц заповедника Аксу-Джабаглы // Орнитологические исследования в заповедниках. М., 1992. С. 28-44.
Ковшарь А.Ф. Авифауна Казахстана в условиях антропогенного преобразования ландшафтов // Зоологические исследования в Казахстане. Алма-Ата, 1993. С. 113-143.
Ковшарь А.Ф., Левин А.С. Птицы пустыни Бетпак-Дала (летний аспект) // Фауна и биология птиц Казахстана. Алматы, 1993. С. 104-132. 
Ковшарь А.Ф. Орнитологические комплексы пустыни Бетпак-Дала // Selevinia, 1993. Т. 1. С. 37-49.
Ковшарь А.Ф., Березовиков Н.Н. Тенденция изменения границ ареалов птиц в Казахстане во второй половине ХХ столетия // Selevinia, 2001. Т. 9. С. 33-52.
Ковшарь А.Ф. Авифауна города Алматы и её динамика за последние 40 лет // Selevinia, 2008. Т. 16. С. 152-170.
Ковшарь А.Ф. Ревизия орнитофауны и современный список птиц Казахстана // Орнитол. вестник Казахстана и Средней Азии. Вып. 1. 2012. С. 51-70.
Ковшарь А.Ф. Пустынная славка [Sylvia nana (Hemprich et Ehrenberg, 1833)]  в Казахстане и Средней Азии: распространение, численность, биология // Орнитол. вестник Казахстана и Средней Азии. Вып. 1. 2012. С. 139-164.
Рябицев В.К., Ковшарь А.Ф., Ковшарь В.А., Березовиков Н.Н. Полевой определитель птиц Казахстана. Алматы, 2014. 512 с. ISBN 978-601-7287-15-3.
Ковшарь А.Ф. Саксаульная сойка (Podoces panderi J.G. Fisher, 1821) – эндемик пустынь Средней Азии // Selevinia, 2016. Т. 23. С. 9-32.

### Научно-популярные и методические
Ковшарь А.Ф., Иващенко А.А. Заповедник Аксу-Джабаглы. Алма-Ата, 1982. 160 с.
Ковшарь А.Ф. Певчие птицы. Алма-Ата, 1983. 280 с. 
Ковшарь А.Ф. Поговорим о птицах. Алма-Ата, 1985. 110 с.
Ковшарь А.Ф., Бекенов А. В мире редких животных. Алма-Ата, 1985. 100 с.
Ковшарь А.Ф. Школьнику — о Красной книге. Алма-Ата, 1987. 107 с.
Ковшарь А.Ф. Мир птиц Казахстана. Алма-Ата,1988. 271, XXIV с. ISBN 5-625-00260-6
Ковшарь А.Ф. Заповедники Казахстана. Алма-Ата, 1989. 128 с. ISBN 5628002887
Ковшарь А.Ф., Ковшарь В.А. Животный мир Казахстана. Алматы, 2003. 127 с. ISBN 9965-24-188-0
Ковшарь А.Ф. Птицы: школьная энциклопедия. Алматы, 2006. 312 с.
Ковшарь А.Ф., Ковшарь В.А., Грачёв Ю.А., Тимирханов С.Р., Дуйсебаева Т.Н. Позвоночные животные Казахстана: справочник для вузов и школ. Алматы, 2013. 311 с. ISBN 9786012824001